# 22 d'Andròmeda
22 d'Andròmeda (22 Andromedae) és una estrella classificada com a gegant lluminosa situada a la constel·lació d'Andròmeda a 1700 anys llum del Sol i de magnitud aparent 5,01. L'estrella és una gegant lluminosa, té una magnitud absoluta de –3,51, i la seva velocitat radial negativa indica que l'estrella s'està acostant al sistema solar.
Es tracta d'una estrella situada a l'hemisferi nord celeste. La seva declinació és força alta, el que significa que l'estrella s'observa principalment a l'hemisferi nord, on té una distribució estel circumpolar en la majoria de les regions temperades, la seva visibilitat des de l'hemisferi sud és encara limitada a les regions tropicals i temperades de baixa latitud. La seva magnitud és igual al 5 per la qual cosa s'entreveu només en un cel prou lliure dels efectes de la contaminació lumínica.
El millor moment per a la seva observació en el cel del capvespre cau en entre els mesos de setembre i febrer a l'hemisferi nord, és visible durant un llarg període, gràcies a la seva declinació, mentre que a l'hemisferi sud es pot observar només durant els mesos finals de la primavera i principis de l'estiu austral.